# 佐山亮

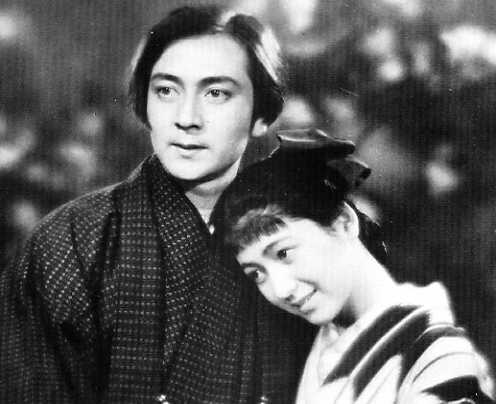
「巨人傳」1938年、左が佐山亮

佐山 亮（さやま りょう、1911年2月16日 - 1945年）は、日本の俳優である。本名は板倉 與志雄（いたくら よしお）。戦前・戦中にかけて東宝映画東京撮影所、東宝映画の名脇役として活躍していたが、満34歳で戦病死している。

## 来歴・人物
1911年（明治44年）2月16日、千葉県山武郡に生まれる。
千葉県立長生中学校（現在の千葉県立長生高等学校）を卒業後、東京美術学校（1952年廃止）を経て、太平洋美術学校（現在の太平洋美術会）に進学。1928年（昭和3年）4月、三ヶ年修了後は太平洋洋画会などの洋画研究所を転々とする傍ら、学生同士で新劇の劇団を組織して各座に出演していた。
1934年（昭和9年）11月、映画俳優を志し、松竹大船撮影所の開所に伴う俳優募集に応募したところ、佐山は第一候補者に挙げられ、1936年（昭和11年）に開校されて間もない松竹大船俳優学校に入学し、修業に励む。卒業後、J.O.スタヂオ俳優養成所の第一期生となり、1938年（昭和13年）に東宝映画東京撮影所へ正式入社。同年4月11日に公開された伊丹万作監督映画『巨人傳』で映画デビューを果たす。以後、1939年（昭和14年）5月20日公開された熊谷久虎監督映画『上海陸戦隊』など、戦争映画を中心に多数の作品に助演を務めた。
その後、第二次世界大戦の戦局悪化により応召され、終戦直前の1945年（昭和20年）、出征先のフィリピンで戦病死した。満34歳没。
元松竹歌劇団（SKD）出身で、ヌードダンサーとして活動していた多喜万利は、佐山の遺児にあたる。

## 出演作品

### 東宝映画東京撮影所
特筆以外、全て製作は「東宝映画東京撮影所」、配給は「東宝映画」、全てトーキーである。
- 『巨人傳』（『巨人伝』）：監督伊丹万作、1938年4月11日公開 - 清家竜馬
- 『世紀の合唱 愛国行進曲』（『世紀の合唱』）：監督伏水修、1938年4月21日公開 - 次男文男
- 『田園交響楽』（『田園交響曲』）：監督山本薩夫、1938年6月11日公開 - 東作の弟進二
- 『青空二人組』：監督岡田敬、1938年10月16日公開 - 鈴木
- 『虹立つ丘』：監督大谷俊夫、1938年11月3日公開 - ハイキングの男
- 『沙羅乙女』：監督佐藤武、1939年3月1日公開 - 小岩井誠
- 『忠臣蔵』：監督滝沢英輔、1939年4月21日公開 - 品川豊前守
- 『上海陸戦隊』：監督熊谷久虎、1939年5月20日公開 - 中村二等水兵（B陣地）
- 『樋口一葉』：監督並木鏡太郎、1939年5月31日公開 - 録之助
- 『東京の女性』：監督伏水修、1939年10月31日公開 - セールスマン（運転手）
- 『松下村塾』：監督重宗和伸、製作東京発声映画製作所、1939年12月7日公開 - 石谷因幡守
- 『御存知東男』：監督滝沢英輔、1939年12月29日公開 - 飯飼五太夫
- 『光と影』：監督島津保次郎、1940年1月18日公開 - 峯の情夫
- 『化粧雪』：監督石田民三、1940年2月14日公開 - 丸竹の宇之吉
- 『海軍爆撃隊』：監督木村荘十二、1940年5月22日公開 - 下村一整曹
- 『奥村五百子』：監督豊田四郎、製作東京発声映画製作所、1940年6月26日公開 - 小笠原長生
- 『屋根裏の花嫁』：監督矢倉茂雄、1940年7月31日公開 - 鬼小路輝司
- 『燃ゆる大空』：監督阿部豊、共作映画科学研究所、1940年9月25日公開 - 爆撃隊
- 『熱砂の誓ひ 前篇』：監督渡辺邦男、共作華北電影公司、1940年12月25日公開 - 建設総署長
- 『熱砂の誓ひ 後篇』：監督渡辺邦男、共作華北電影公司、1940年12月28日公開 - 建設総署長
- 『大地に祈る』：監督村田武雄、製作東京発声映画製作所、1941年2月5日公開 - 竹山軍医
- 『指導物語』：監督熊谷久虎、1941年10月4日公開 - 伍長（班長）
- 『八十八年目の太陽』：監督滝沢英輔、1941年11月15日公開 - 佐山満
- 『川中島合戦』：監督衣笠貞之助、1941年11月29日公開 - 小堀重之進
- 『武蔵坊弁慶』：監督渡辺邦男、1942年1月7日公開 - 平宗盛

### 東宝映画
特筆以外、全て製作・配給は「東宝映画」である。
- 『青春の気流』：監督伏水修、1942年2月14日公開 - 設計部員
- 『緑の大地』：監督島津保次郎、1942年4月1日公開 - 救済院長
- 『南海の花束』：監督阿部豊、1942年5月21日公開 - 乗務員
- 『母は死なず』：監督成瀬巳喜男、1942年9月24日公開 - 職工山本
- 『ハワイ・マレー沖海戦』：監督山本嘉次郎、1942年12月3日公開 - 津山隊長[5]
- 『望楼の決死隊』：監督今井正、1943年4月15日公開 - 王虎
- 『誓ひの合唱』：監督島津保次郎、共作満洲映画協会、1943年8月12日公開 - 葉山准尉（溝々屯守備隊長）
- 『進め独立旗』：監督衣笠貞之助、配給映画配給社、1943年10月21日公開 - 立花秀男
- 『若き姿』：監督豊田四郎、製作朝鮮映画、配給映画配給社、1943年月21日公開 - 堺少尉
- 『加藤隼戦闘隊』：監督山本嘉次郎、配給映画配給社、1944年3月9日公開 - 大竹中尉